# Recife
Recife (prononciation en portugais brésilien : [ʁeˈsifi] ; l'orthographe Récife étant admise en France) est la capitale de l'État du Pernambouc au Brésil.
Fondée en 1537 par les colonisateurs portugais, mais alors subordonnée à la ville d'Olinda, elle devient par la suite une très grande ville, la première capitale du Brésil indépendant.
C'est aujourd'hui la cinquième agglomération du pays avec 3,7 millions d'habitants et le principal centre économique et touristique de la région du Nordeste.

## Toponymie
Lors de sa fondation, la ville est baptisée Cidade do Recife, en référence aux récifs sur lesquels le port est construit.
Par la suite, elle est nommée Pernambuco, terme désignant une installation portuaire[pas clair] à l'embouchure du fleuve Capibaribe. Ce terme vient du mot tupi Paranambuco, composé des termes parana désignant un « grand fleuve » et ambuc désignant un bras de mer.

## Histoire

### Fondation portugaise
La colonie a été fondée en 1537 par les Portugais, pour qui la ville d'Olinda était la capitale de la capitainerie. Recife était alors simplement un port de pêche.
Les Hollandais bombardent et brûlent la ville d'Olinda en décembre 1630.

### Colonie néerlandaise (1630-1654)

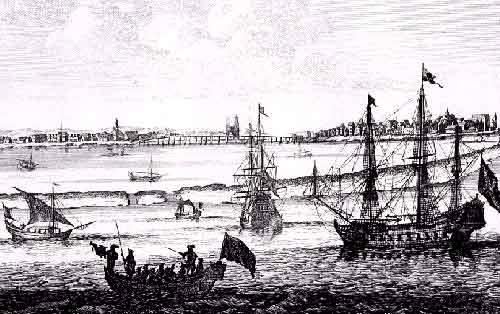
Mauritstad en 1645.

Recife devient alors la capitale d'un Brésil hollandais appelé Nouvelle-Hollande (Nieuw Holland). C'est l'extrémité d'une presqu'île étroite et donc facile à défendre, qui protège aussi des vagues de l'océan l'embouchure commune aux trois rivières, garnies de cinq ou six îlots. Sur celui situé juste en face de Récife, les Hollandais construisent deux forts, l'un d'eux reprenant les pierres du couvent portugais. Puis entre 1641 et 1643, l'espace entre les deux forts est urbanisé par une trentaine de maisons et bâtiments, c'est la ville nouvelle de Mauritstad. Parmi eux, le palais de Fribourg (Vrijburg néerlandais), bâti entre 1640 et 1643, un ouvrage défensif de trois étages, protégé par des canons, un grand fossé et, au sud, le fort Ernesto. Financé sur la fortune personnelle du gouverneur selon lui, abritant un zoo et un jardin botanique, il surplombe la mer, surmonté de deux tours de 5 étages reliées par un passage couvert, l’une servant de phare et l’autre d’observatoire astronomique.
Au retour de Nassau-Siegen aux Pays-Bas, en 1644, ce Palais, jugé luxueux mais bien pratique pour défendre la colonie assiégée l'année suivante, est transformé en caserne militaire. Parmi les autres bâtiments la synagogue Kahal Zur Israel, première congrégation religieuse juive des Amériques.

### Colonie portugaise (1654-1822)
Portugais, Brésiliens, Indiens et Noir-Africains expulsent les Hollandais en 1654.
La ville a d’abord été un simple village, fondé en 1709[réf. nécessaire].

### Depuis l'indépendance du Brésil en 1822
Atteignant 16 000 habitants, elle atteint le statut de ville en 1823 et devient la capitale de l’État en 1837.

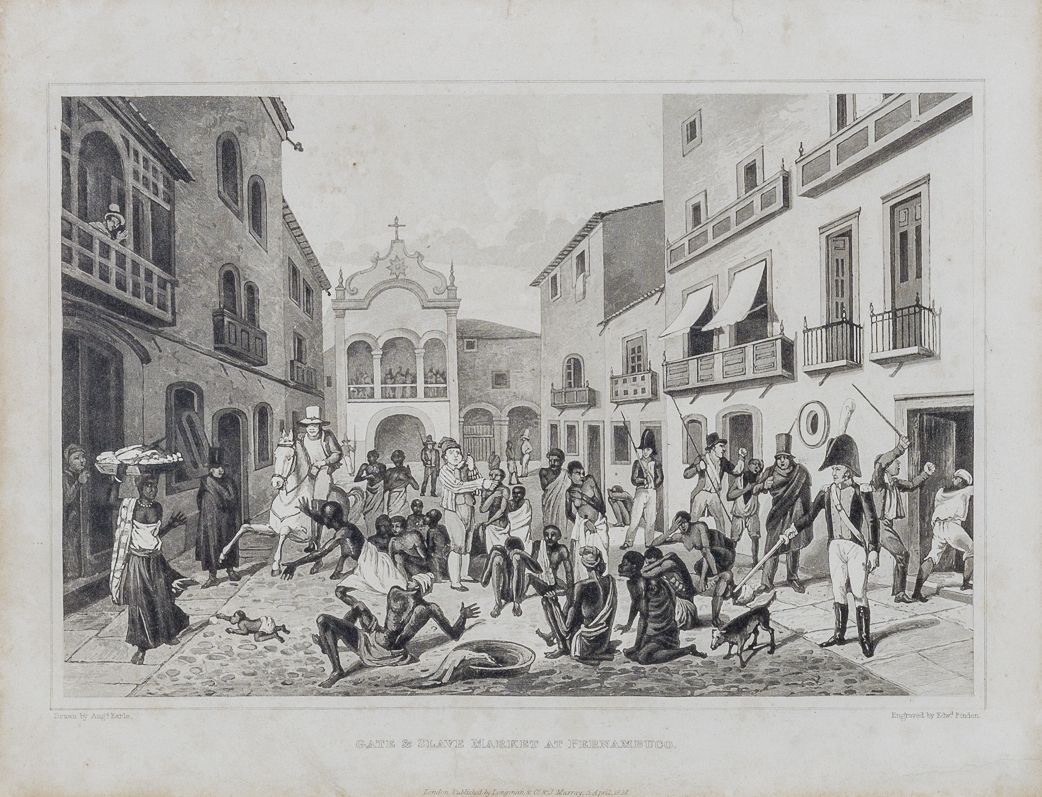
Marché aux esclaves à Recife au Brésil, 1824. L'esclavage n'y sera aboli qu'en 1885.
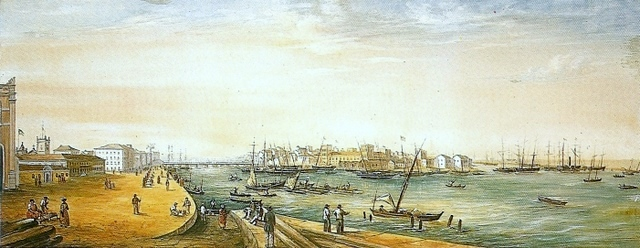
Emil Bauch - Port de Recife au XIXe siècle.

### Grandes batailles et révoltes
- 1645 - 1654 : Insurrection du Pernambouc (Insurreição Pernambucana)
- 1710 - 1711 : Guerre des Mascates (Guerra dos Mascates)
- 1817 : Révolution pernamboucaine (Revolução Pernambucana)
- 1824 : Confédération de l'Équateur (Confederação do Equador)
- 1848 : Révolution praieira (Revolução Praieira)

## Géographie

### Site

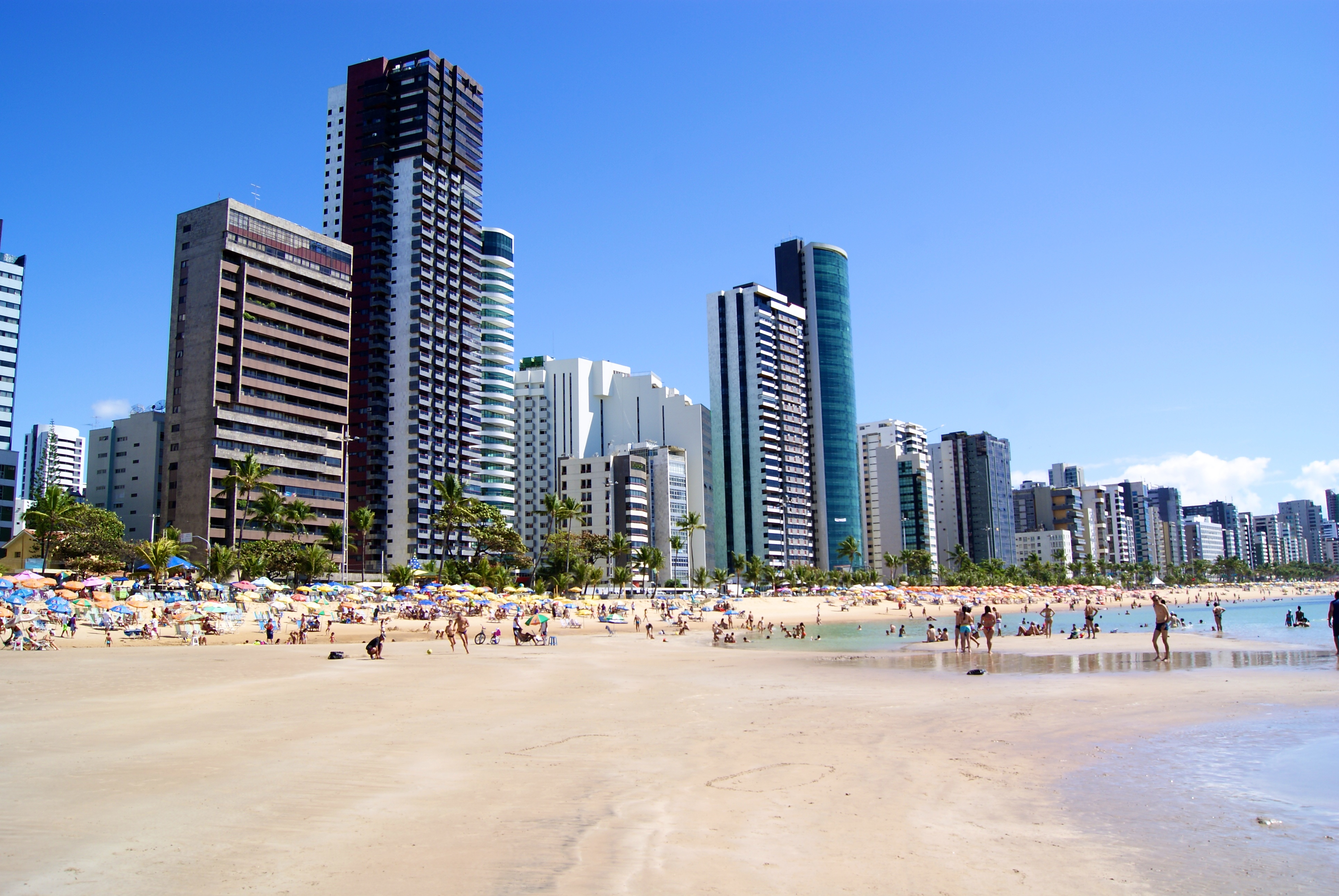
Plage de Boa Viagem.

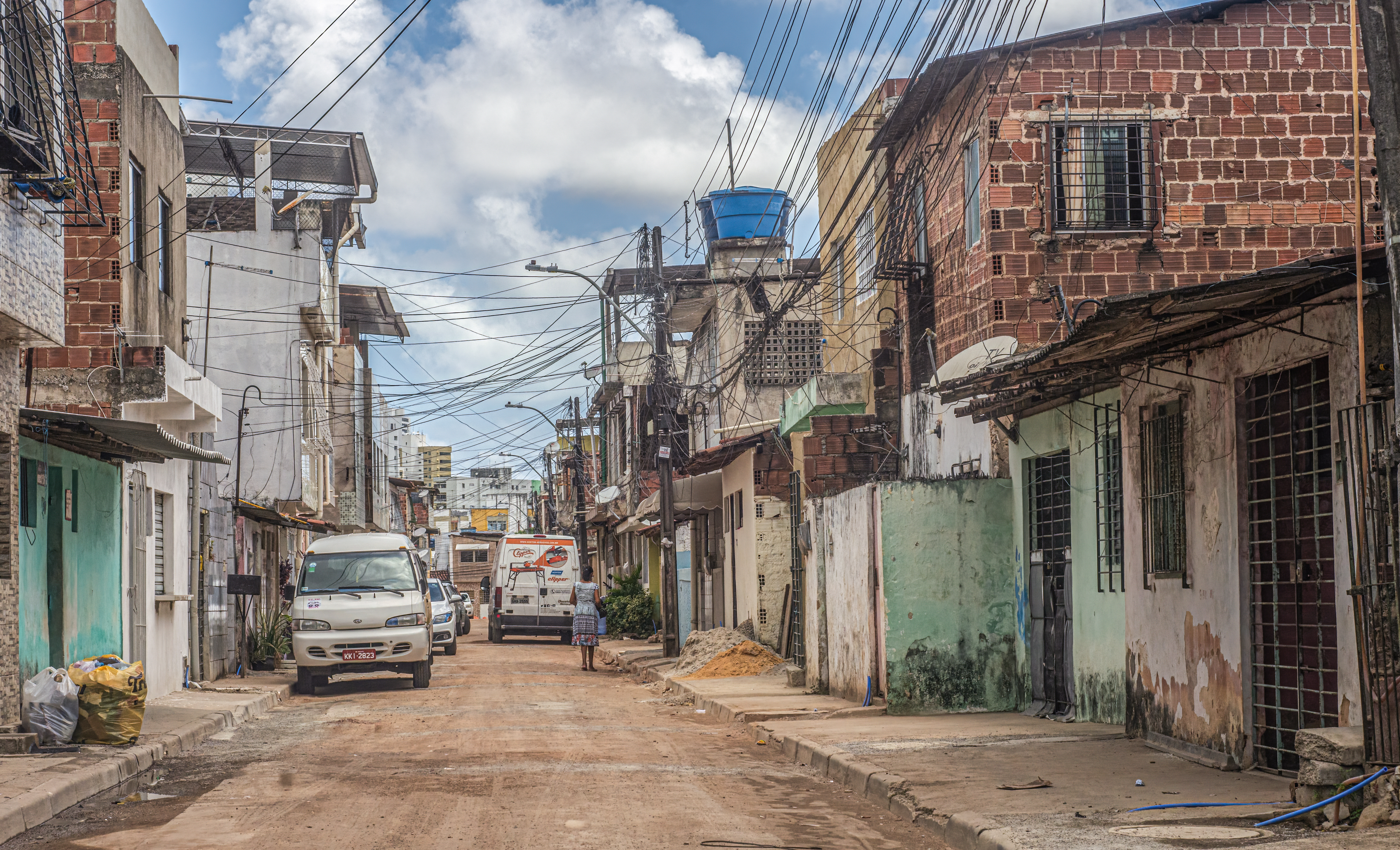
La favela rue Detran à Recife. Décembre 2019.

L'ancien centre de Recife est situé sur deux îles reliées entre elles par deux ensembles de ponts. La ville s'est ensuite étendue vers les terres intérieures puis vers le sud, entre la plage et l'aéroport international.
Au nord, la banlieue s'étend jusqu'à Olinda. L'agglomération de Recife comprend les villes de Jaboatão dos Guararapes, Olinda, Paulista, Abreu e Lima, Igarassu, Camaragibe, Cabo de Santo Agostinho, São Lourenço da Mata, Araçoiaba, Ilha de Itamaracá, Ipojuca, Moreno et Itapissuma.
À l'est, vers l'intérieur des terres, les quartiers populaires puis pauvres (favelas) se succèdent jusqu'au terminal de bus interurbains.

### Climat

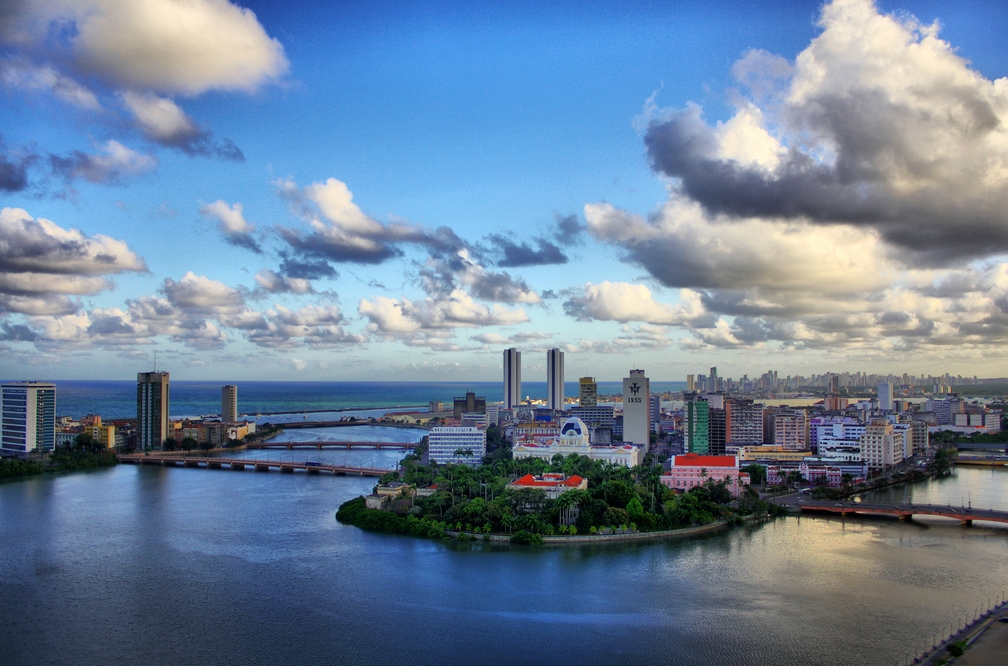
Rio Capibaribe.

Recife bénéficie d'un climat tropical de mousson (Am d'après la classification de Köppen) à la fois chaud et humide car les températures moyennes mensuelles sont toutes supérieures à 18,0 °C. Les températures connaissent de faibles variations saisonnières, janvier et février étant les mois les plus chauds et août le plus froid. Par contre il existe une saison des pluies et une saison sèche bien marquées. La saison des pluies s'étend de mars à août, juin étant le mois le plus arrosé avec en moyenne 389,6 mm de précipitations. et la saison sèche de septembre à février, le mois de novembre étant le moins arrosé avec en moyenne 47,8 mm de précipitations.
| Mois                              | jan.  | fév.  | mars  | avril | mai   | juin  | jui.  | août  | sep.  | oct. | nov. | déc.  | année   |
| --------------------------------- | ----- | ----- | ----- | ----- | ----- | ----- | ----- | ----- | ----- | ---- | ---- | ----- | ------- |
| Température minimale moyenne (°C) | 22,4  | 22,6  | 22,7  | 22,6  | 21,9  | 21,6  | 21,1  | 20,6  | 20,7  | 21,4 | 21,9 | 22,2  | 21,8    |
| Température moyenne (°C)          | 26,6  | 26,6  | 26,5  | 25,9  | 25,2  | 24,5  | 24    | 23,9  | 24,6  | 25,5 | 25,9 | 26,3  | 25,5    |
| Température maximale moyenne (°C) | 30,2  | 30,2  | 30    | 29,7  | 28,9  | 28,8  | 27,3  | 27,5  | 28,1  | 29   | 30,1 | 30,2  | 29,2    |
| Ensoleillement (h)                | 244,9 | 211,9 | 204,6 | 186   | 186   | 168   | 170,5 | 108,5 | 216   | 248  | 267  | 254,2 | 2 465,6 |
| Précipitations (mm)               | 103,4 | 144,2 | 264,9 | 326,4 | 328,9 | 389,6 | 385,6 | 213,5 | 122,5 | 66,1 | 47,8 | 65    | 2 458   |

## Démographie
Recife est la 99e ville la plus grande (en aire urbaine) au monde avec 3 843 326 habitants. C'est l'une des plus grandes villes du Brésil.
Sa population était de 1 549 980 habitants au recensement de 2008. La municipalité s'étend sur 217 km2.
La ville couvre environ 30 kilomètres d'est en ouest et plus de 40 du nord au sud. Elle comprend plus de 1,4 million d'habitants en 2004 et de 3,7 millions d'habitants pour l'agglomération.

## Économie
La ville produit des biens d'équipement domestique, avec l'usine du Groupe SEB.
Le port de Suape, qui est à 40 km de la ville de Recife, mais encore dans la région métropolitaine, est actuellement la plus grande source d'emplois et de développement de la région.
En 2019, Recife a rejoint le mouvement Fab City, suivant l'appel lancé par le maire de Barcelone, Xavier Trias, à ce que toutes les villes du monde deviennent autosuffisantes pour 2054.

## Religion

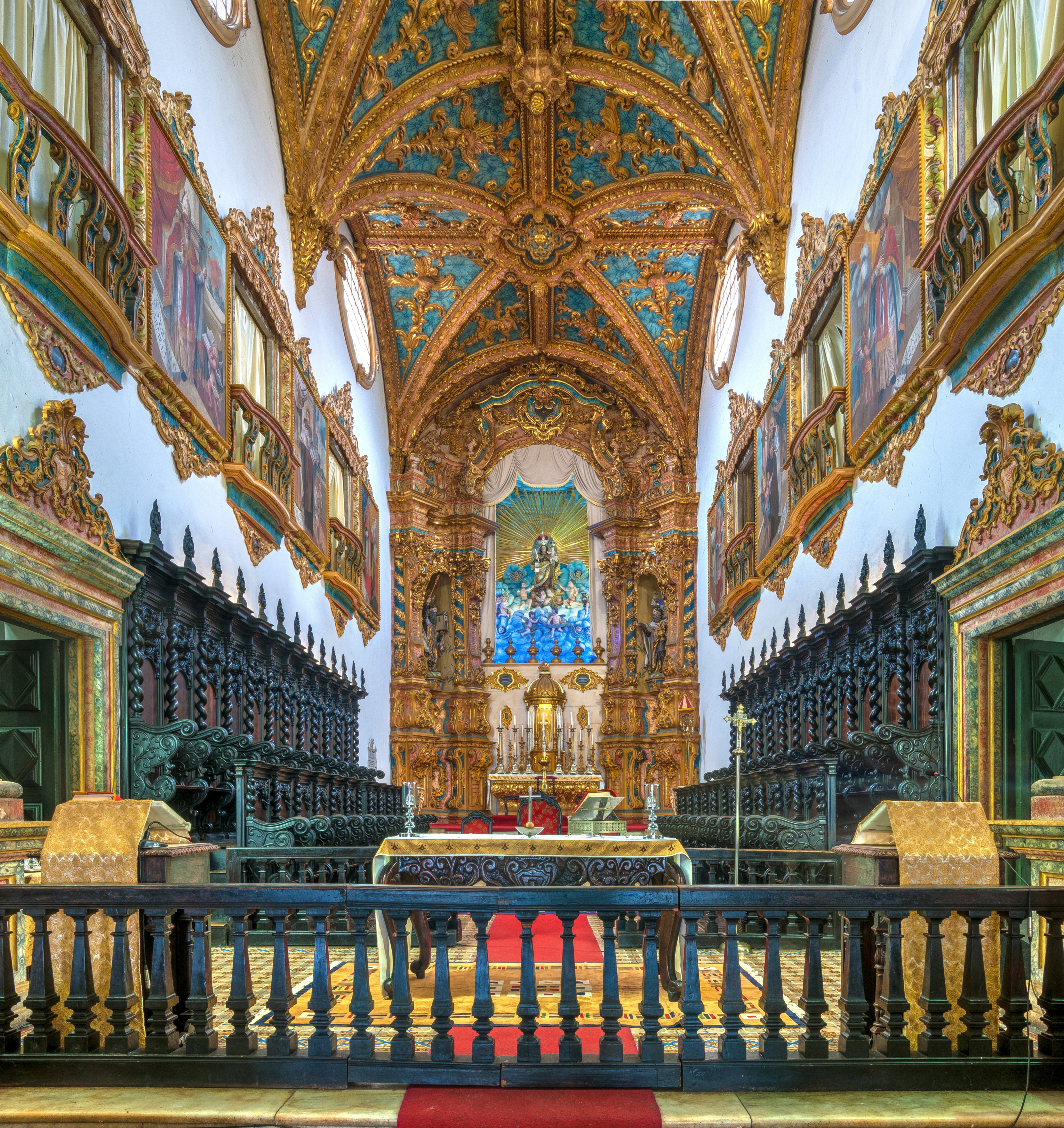
Basilique de "Nossa Senhora do Carmo".

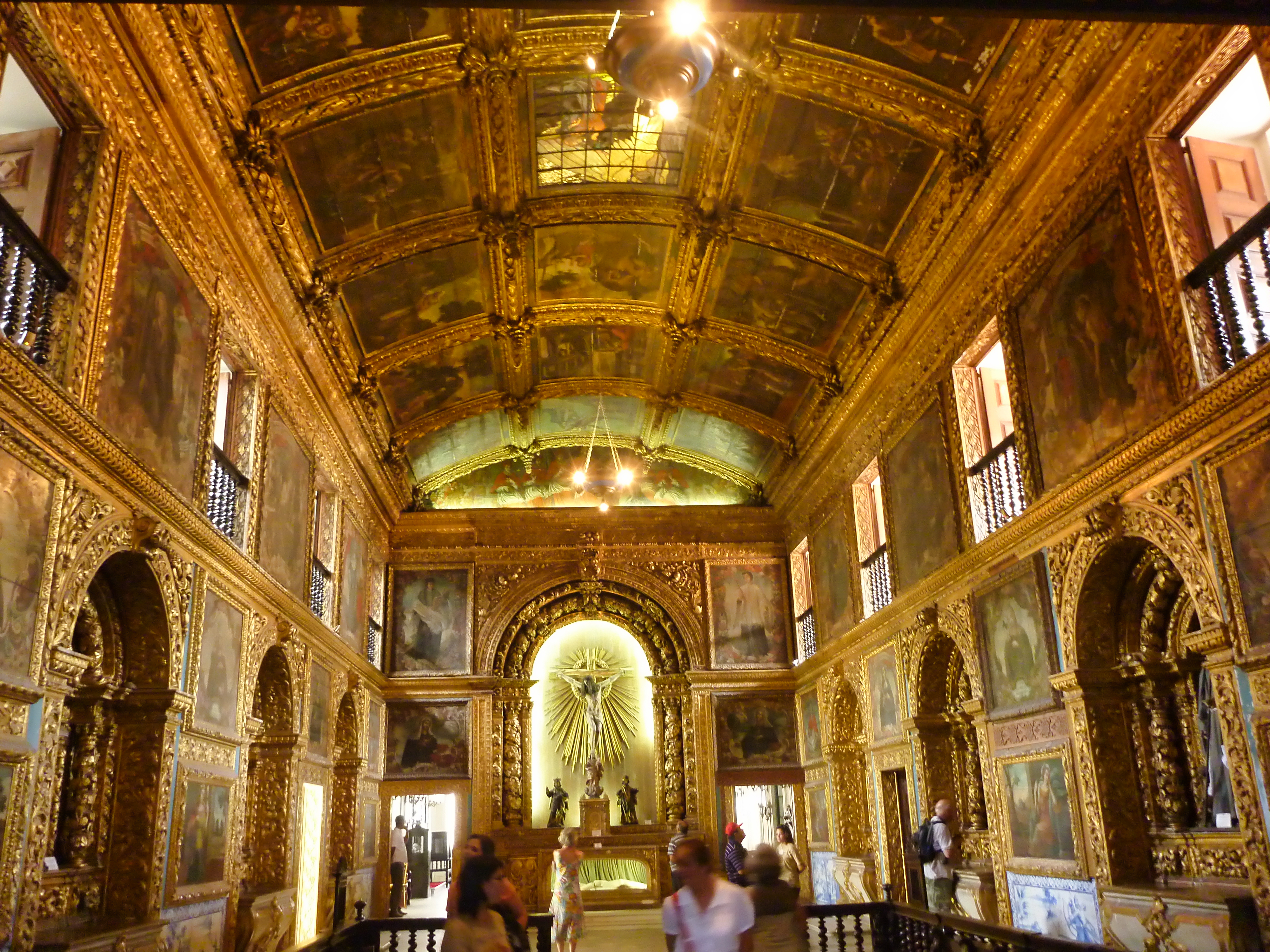
Chapelle d'or - Baroque

| Religion                                    | Pourcentage (%) | Nombre  |
| ------------------------------------------- | --------------- | ------- |
| Catholicisme                                | 54.32           | 835.337 |
| Protestantisme évangélique                  | 24.99           | 384.303 |
| Sans religion                               | 14.59           | 224.401 |
| Spiritisme                                  | 3.56            | 54.788  |
| Autres confessions chrétienne               | 1.59            | 24.474  |
| Umbanda, Candomblé et autres Afro-religions | 0.48            | 7.434   |
| Judaïsme                                    | 0.08            | 1.286   |
| Bouddhisme                                  | 0.04            | 641     |
| tradition ancestrale                        | 0.01            | 251     |
| Islam                                       | 0.004           | 69      |
| Hindouisme                                  | 0.002           | 38      |

Source: IBGE 2010. 

## Politique et administration

### Élections municipales de 2020

#### Élection mayorale
| Candidats                | Candidats                | Partis                                          | Premier tour | Premier tour | Second tour | Second tour |
| Candidats                | Candidats                | Partis                                          | Voix         | %            | Voix        | %           |
| ------------------------ | ------------------------ | ----------------------------------------------- | ------------ | ------------ | ----------- | ----------- |
|                          | João Campos              | Parti socialiste brésilien (PSB)                | 233 028      | 29,17        | 447 913     | 56,27       |
|                          | Marilia Arraes           | Parti des travailleurs (PT)                     | 223 248      | 27,95        | 348 126     | 43,73       |
|                          | Mendonça Filho           | Démocrates (DEM)                                | 200 551      | 25,11        |             |             |
|                          | Delegada Patricia        | Podemos (PODE)                                  | 112 296      | 14,06        |             |             |
|                          | Carlos Andrade Lima      | Parti social-libéral (PSL)                      | 13 398       | 1,74         |             |             |
|                          | Coronel Feitosa          | Parti social-chrétien (PSC)                     | 9 441        | 1,18         |             |             |
|                          | Charbel Maroun           | Nouveau Parti (NOVO)                            | 3 867        | 0,48         |             |             |
|                          | Thiago Santos            | Unité Populaire                                 | 1 232        | 0,15         |             |             |
|                          | Claudia Ribeiro          | Parti socialiste des travailleurs unifié (PSTU) | 1 190        | 0,15         |             |             |
|                          |                          |                                                 |              |              |             |             |
| Votes valides            | Votes valides            | Votes valides                                   | 798 791      | 86,15        |             |             |
| Votes blancs et nuls     | Votes blancs et nuls     | Votes blancs et nuls                            | 127 105      | 13,85        |             |             |
| Total                    | Total                    | Total                                           | 927 167      | 100          |             |             |
| Abstention               | Abstention               | Abstention                                      | 230 157      | 19,89        |             |             |
| Inscrits / participation | Inscrits / participation | Inscrits / participation                        | 1 157 324    | 80,11        |             |             |

L'élection est caractérisée par le fort taux de votes blancs et nuls (13,85 %).

#### Élection du conseil municipal
|                           |                                                |         |       |      |        |     |
| Parti                     | Parti                                          | Voix    | %     | +/-  | Sièges | +/- |
|                           | Parti socialiste brésilien (PSB)               | 202 018 | 24,86 | 9,33 | 12     | 4   |
|                           | Parti progressiste (PP)                        | 71 034  | 8,74  | 2,68 | 4      | 1   |
|                           | Parti des travailleurs (PT)                    | 57 883  | 7,12  | 1,25 | 3      | 1   |
|                           | Parti social-chrétien (PSC)                    | 54 957  | 6,76  | 0,63 | 3      | 0   |
|                           | Solidariedade (77)                             | 43 537  | 5,36  | 2,37 | 2      | 1   |
|                           | Podemos (PODE)                                 | 42 189  | 5,19  | 5,17 | 2      | 2   |
|                           | Parti socialisme et liberté (PSOL)             | 36 427  | 4,48  | 1,75 | 2      | 1   |
|                           | En avant                                       | 34 003  | 4,18  | 4,16 | 2      | 2   |
|                           | Parti communiste du Brésil (PCdoB)             | 32 008  | 3,94  | 0,81 | 2      | 1   |
|                           | Parti républicain brésilien (PRB)              | 31 604  | 3,89  | 0,98 | 1      | 1   |
|                           | Démocrates (DEM)                               | 31 464  | 3,87  | 2,65 | 1      | 1   |
|                           | Mouvement démocratique brésilien (MDB)         | 31 023  | 3,82  | 1,53 | 1      | 1   |
|                           | Citoyenneté                                    | 28 260  | 3,48  | 0,91 | 1      | 0   |
|                           | Parti rénovateur travailliste brésilien (PRTB) | 24 860  | 3,06  | 3,87 | 1      | 2   |
|                           | Parti social-libéral (PSL)                     | 23 322  | 2,87  | 1,69 | 1      | 0   |
|                           | Parti républicain de l'ordre social (PROS)     | 21 372  | 2,63  | 1,29 | 1      | 0   |
|                           | Autres partis                                  | 45 010  | 5,75  |      | 0      |     |
|                           |                                                |         |       |      |        |     |
| Suffrages exprimés        | Suffrages exprimés                             | 810 971 |       |      |        |     |
| Votes blancs et invalides |                                                |         |       |      |        |     |
| Total                     | Total                                          |         | 100   | -    | 39     |     |
| Abstentions               |                                                |         |       |      |        |     |
| Inscrits / participation  |                                                |         |       |      |        |     |

Plusieurs partis présents lors du scrutin de 2016 ne se sont pas présentés cette fois-ci.
Le PSB remporte une majorité relative des sièges.

## Culture

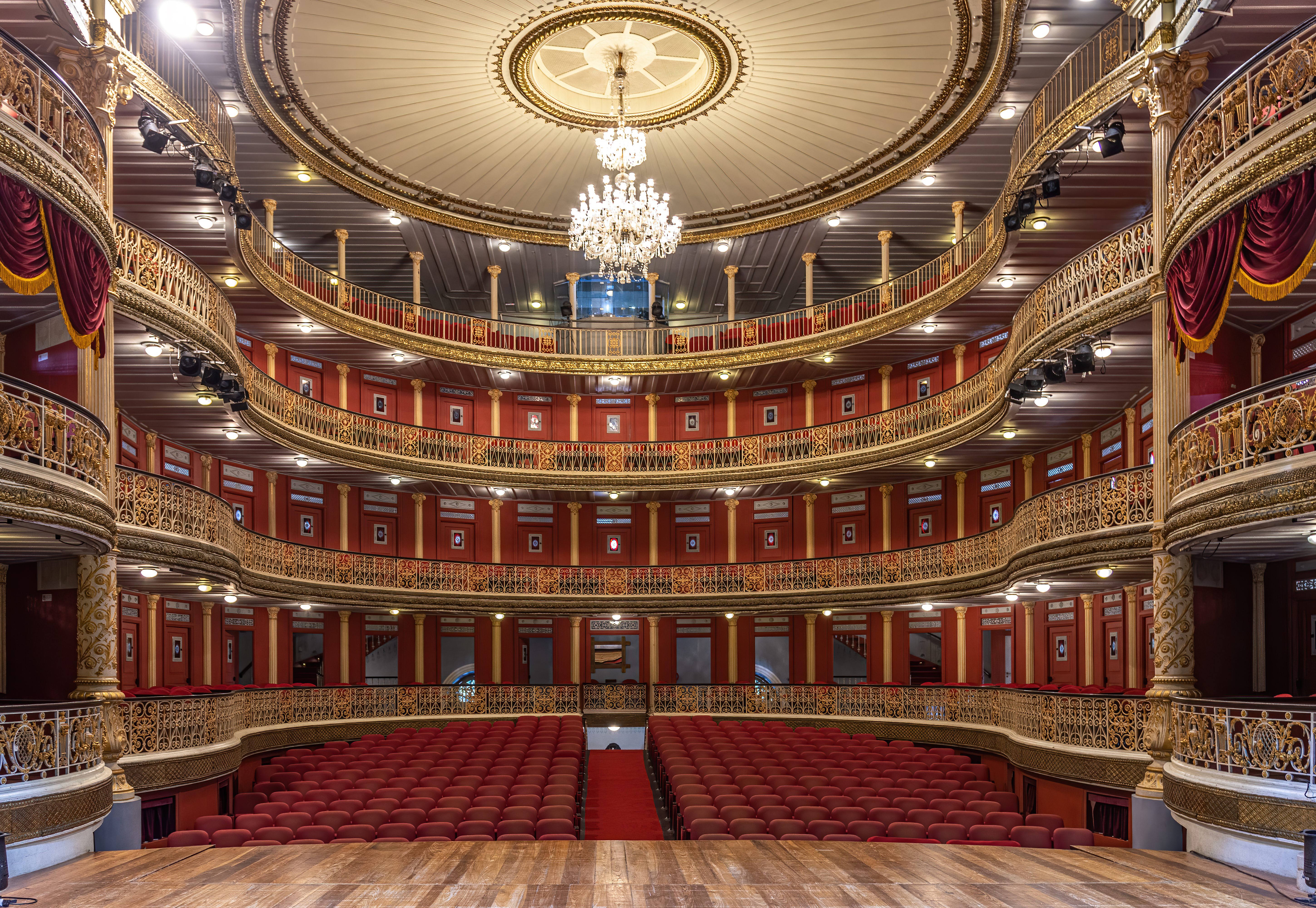
À l'intérieur du Teatro de Santa Isabel à Recife. Janvier 2020.

### Carnaval

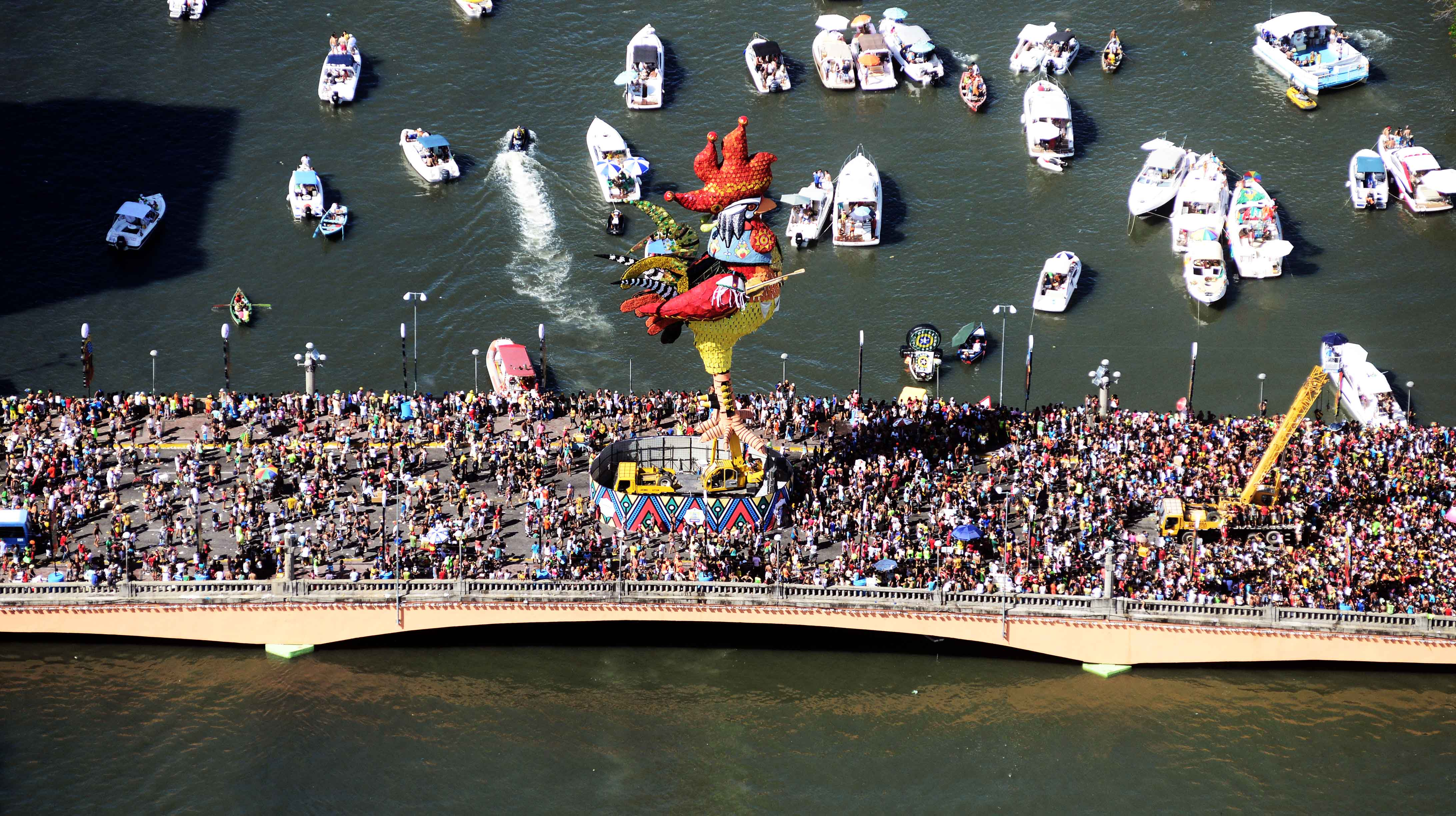
Galo da Madrugada.

Le carnaval de Recife (et celui d'Olinda) sont réputés pour leur ambiance populaire et conviviale, sans les excès de violence ou de formalisme qui peuvent caractériser d'autres carnavals (comme celui de Salvador ou de Rio de Janeiro par exemple).
Cependant de grands mouvements de foule se produisent, en particulier lors du Galo da Madrugada, défilé de camions sonorisés sur lesquels jouent des groupes prestigieux et qui sont suivis par environ 1,5 million de personnes chaque samedi qui ouvre la semaine du carnaval (samedi jusqu'au Mardi Gras).
- Carnaval Recife et Olinda
- Fête de Sao Joao

La fête de Sao Joao (Saint Jean) est célébrée le 24 juin avec des plats typiques de la région, comme la canjica, la pamonha et le pé-de-moleque et aussi avec une danse typique appelée Forró.
- Nuit du Nouvel An/Réveillon

### Festivals/Musique

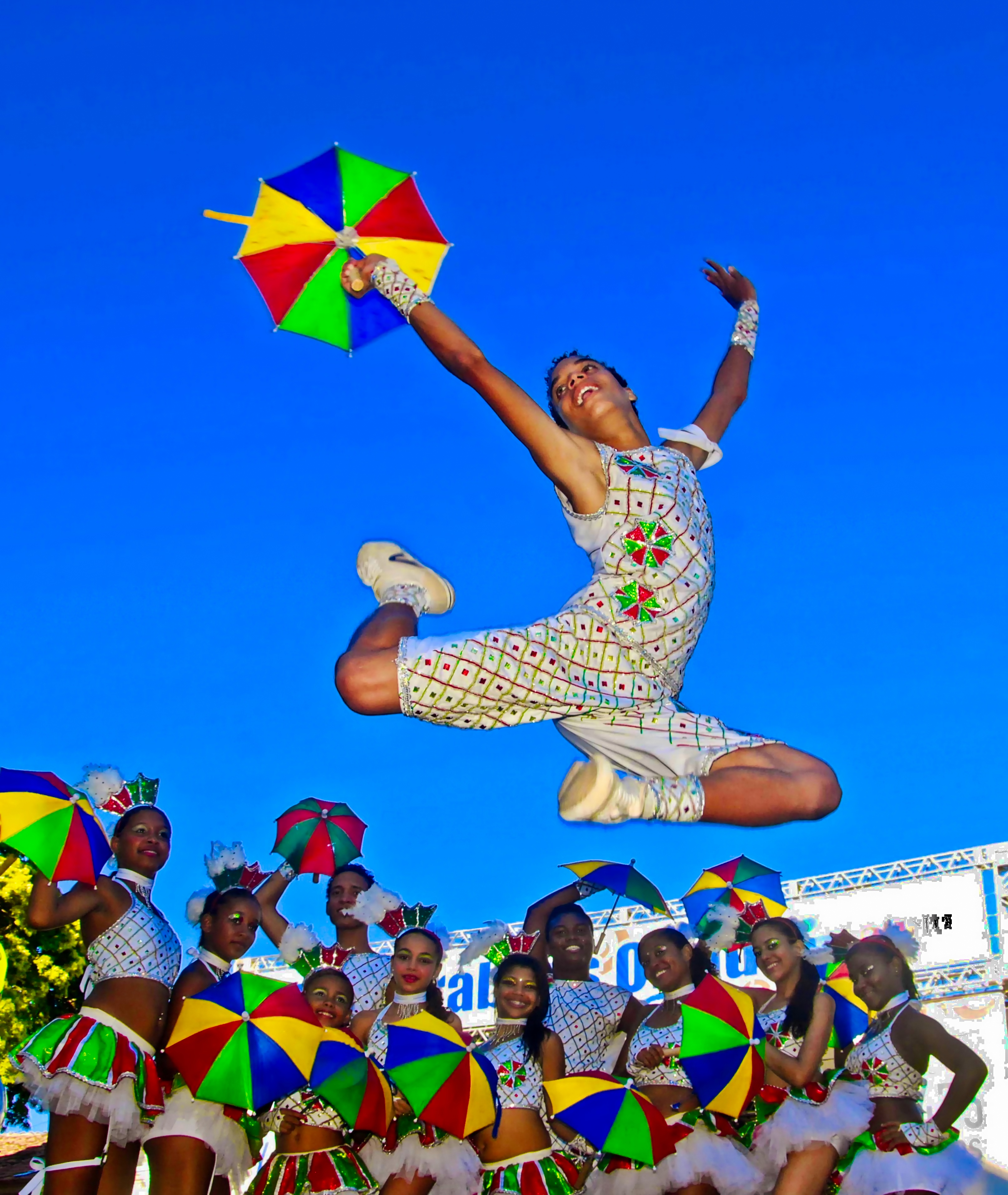
Frevo.

Les quatre premières sont d'origine locale :
- Frevo
- Maracatu
- Forró
- Mangue beat
- Baião
- Xaxado
- Ciranda
- Caboclinhos
- Afoxé
- Reggae
- Samba
- Capoeira

## Tourisme

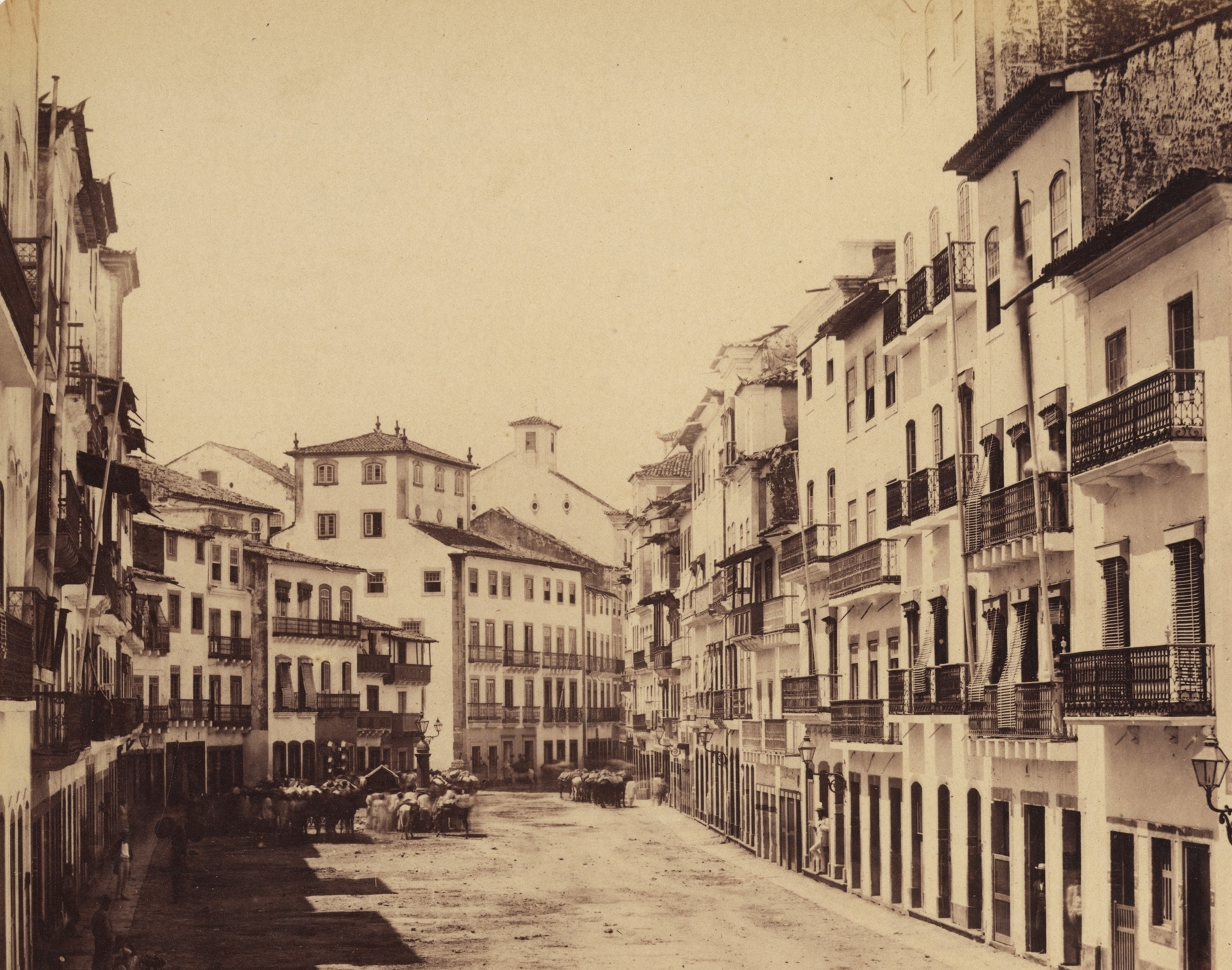
Rua dos Judeus
Photo Augusto Stahl

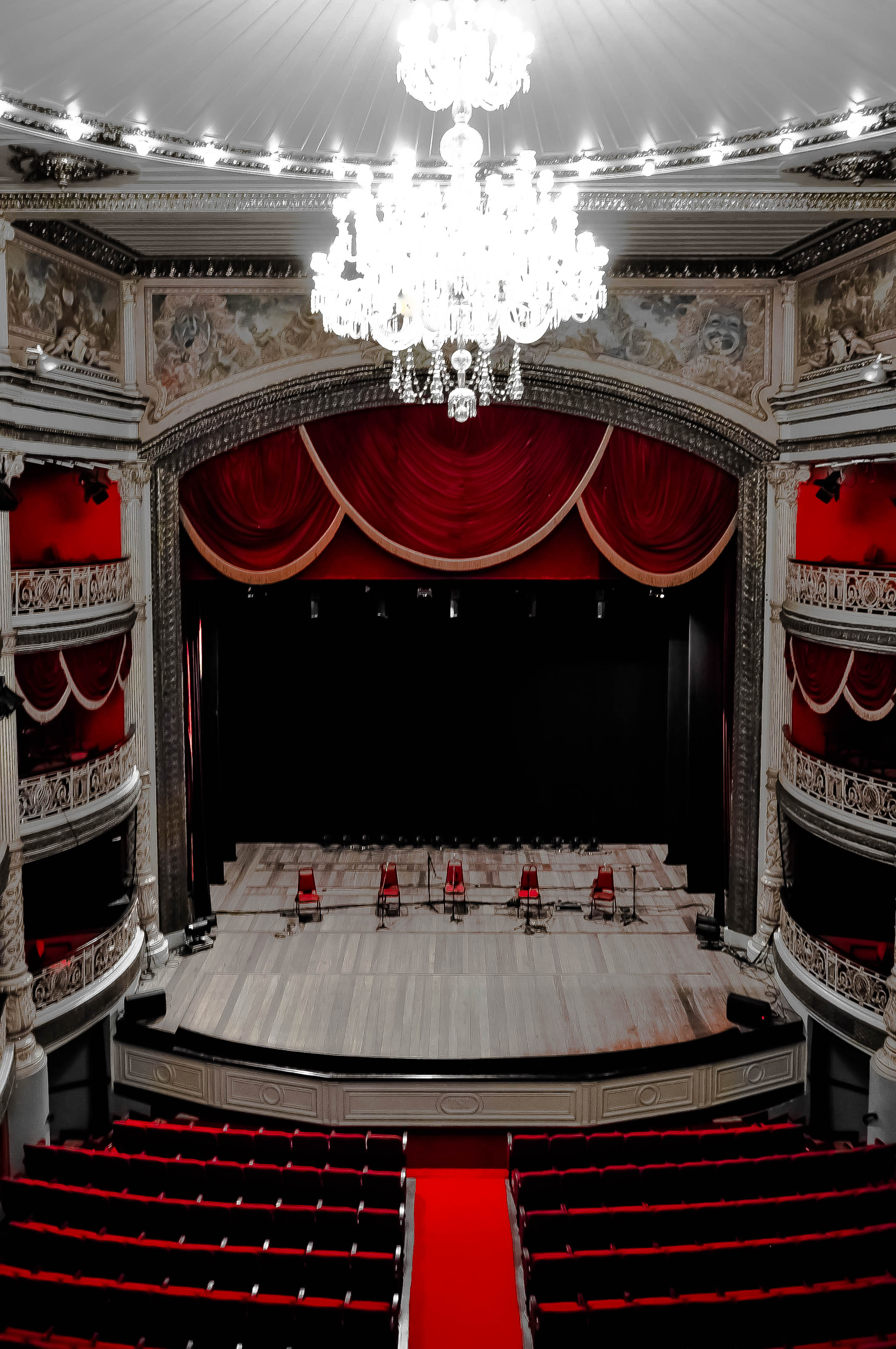
Théâtre Santa Isabel - Néoclassique.

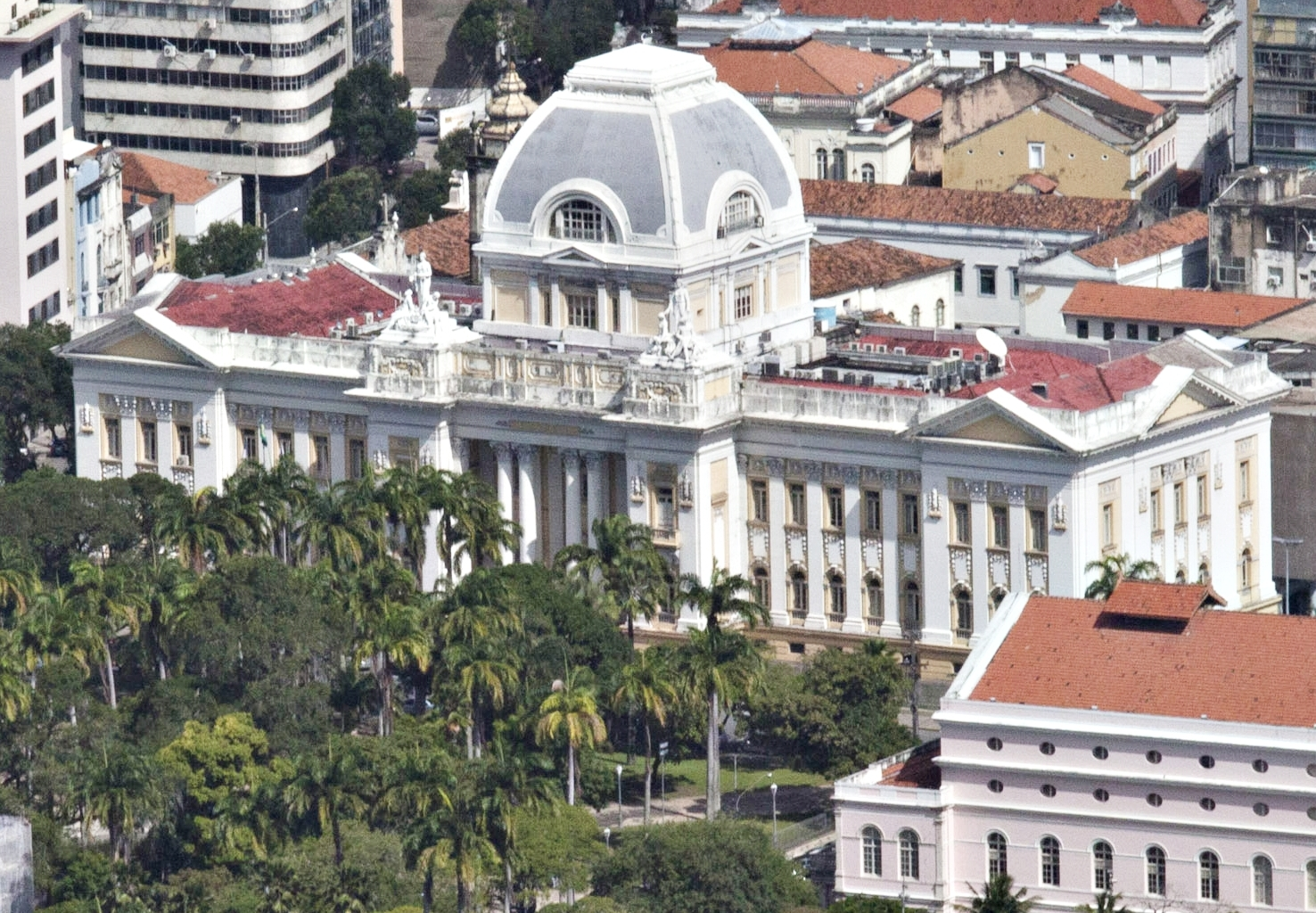
Le bâtiment de la Cour de justice.

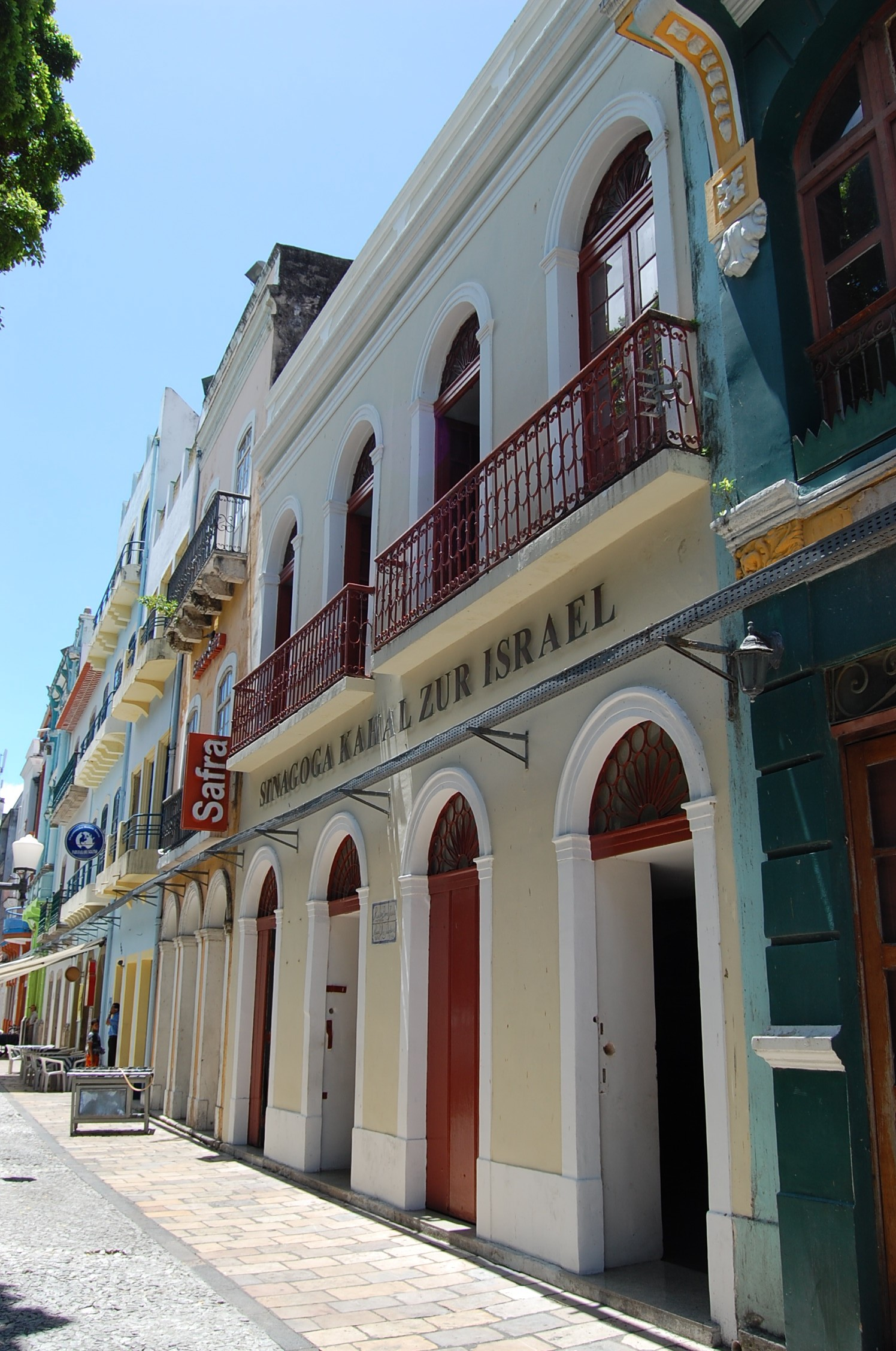
Synagogue Kahal Zur Israel (1630).

Véritable destination touristique, elle est considérée comme la Venise du Brésil. Il existe une très grande influence portugaise et hollandaise surtout sur les plans architectural et culturel.
La première synagogue dans les Amériques a été érigée à Recife en 1630 quand la ville était sous possession hollandaise.

### Sites Touristiques
Plages Urbaines
- Boa Viagem, Piedade, Pina et Candeias

Plages Naturelles
- Porto de Galinhas (65 km Sud),
- Itamaracá (40 km Nord)
- Muro Alto et Maracaipe
- Maria Farinha et Pau Amarelo
- Gaibu et Calhetas
- Serrambi et toquinho
- Atelier de céramique de Francisco Brennand.
- Kahal Zur Israël Synagogue (1630).
- Musée Ricardo Brennand.
- Atelier Francisco Brennand (Oficina Francisco Brennand)
- Musée d’art du Pernambouc, Musée de la ville de Recife, Musée d’art moderne Aloísio Magalhães (MAMAM), Musée de l'homme du Nordeste (Museu do Homem do Nordeste) et Caís do sertão (musée du Sertão)
- Fondation Gilberto Freire et Fondation Joaquim Nabuco.
- Églises São Pedro, Santo Antônio.
- Marco Zero - Ancien Recife (Recife Antigo).
- Tours  Malakoff y zeppelin.
- Théâtres Santa Isabel, théâtre du Parque et Cinema São Luiz
- Marchés São José et Casa da Cultura (Marché d'artisanat).
- Ponts Mauricio de Nassau et Santa Isabel.
- Rivières et visite des îles en bateau.
- Centre historique de Olinda du patrimoine Mondial[14].
- Centre historique de Igarassu.
- Instituto Ricardo Brennand.
- Palais des Governeurs, Maison Legislatives, Âncien Hôpital et Université.

- Ports et Aéroport.

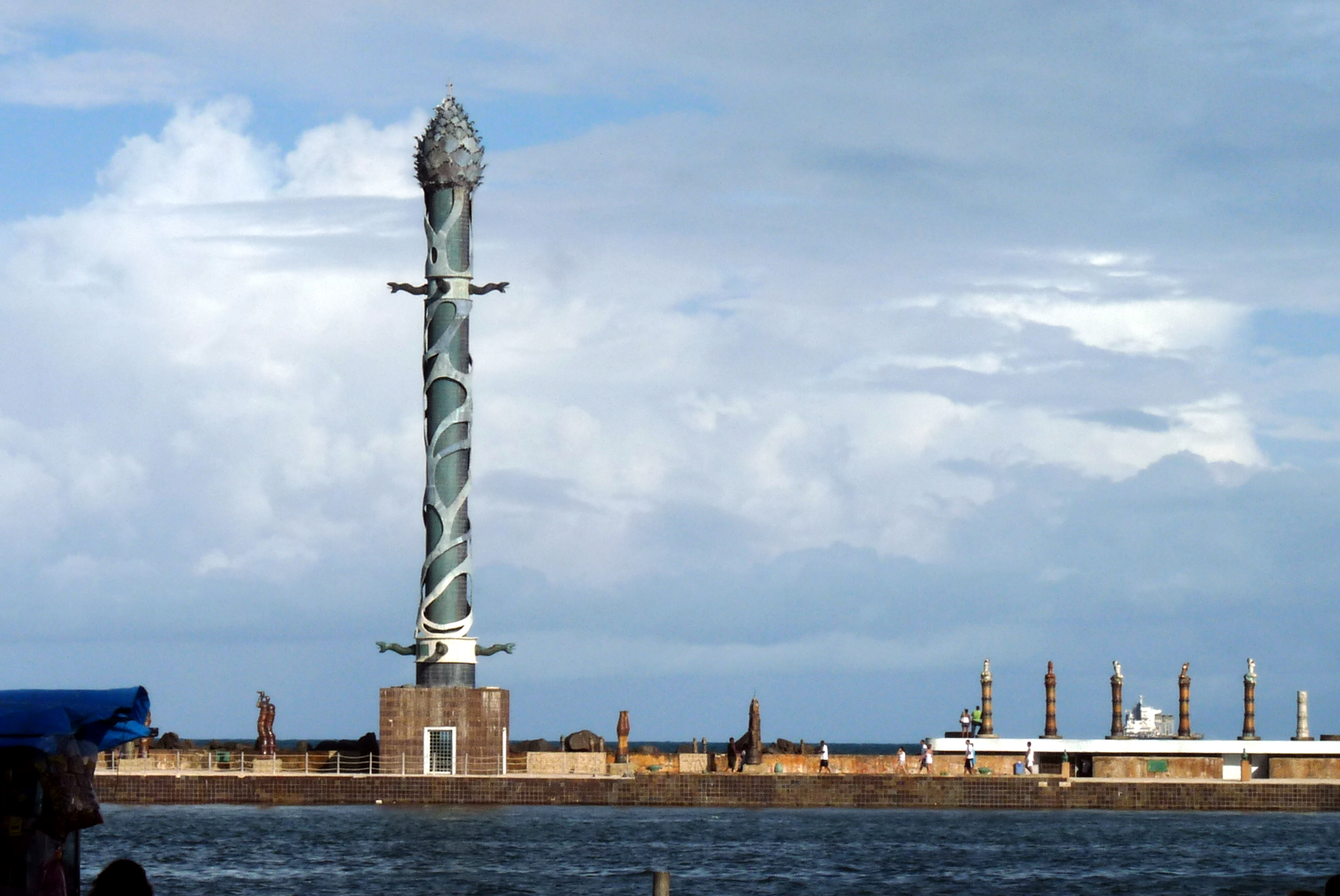
Parc Francisco Brennand

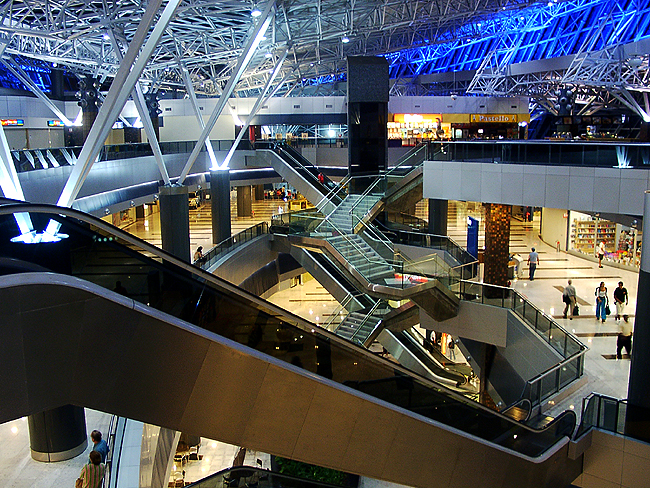
Aéroport de Recife.

- Forts Militaire de Cinco Pontas et de Orange (Itamaracá).
- Shopping Centers Recife, Tacaruna et Paço da Alfandêga.
- Parc Dois Irmãos (deux frères) - Zoologico, Jardin botanique et Forêt Vierge 'Atläntica'.
- Parc de Jeux aquatiques - Veneza Water Park (Paulista).
- Centre de Conservation du Ox Marine - peixe boi(Itamaracá).
- Archipel de Fernando de Noronha[15], Patrimoine Mondial (une heure de vol).

## Personnalités liées
- Rivaldo, footballeur.
- Vavá, footballeur.
- Juninho Pernambucano, footballeur.
- Hernanes, footballeur.
- Ademir de Menezes, footballeur.
- Ricardo Rocha, footballeur.
- Washington, footballeur.
- Etiene Medeiros, nageur, champion du monde, ancien détenteur du record du monde
- Pampa, joueur de volley-ball, champion olympique
- Jaqueline Carvalho, joueuse de volley-ball, champion olympique
- Dani Lins, joueuse de volley-ball, champion olympique
- Eduardo Agra, joueur de basket-ball
- Deborah Nunes, handballeuse brésilienne, champion du monde
- Yago Santiago, Grand maître international
- Júnior Assunção, combattant de MMA
- Raphael Assunção, combattant de MMA
- Alex Diniz, coureur cycliste brésilien
- Rafael Câmara, pilote automobile brésilien
- Reginaldo Rossi, musicien et chanteur.
- Davino Ribeiro de Sena, diplomate et écrivain
- Paula Baracho, nageuse brésilien
- Phelipe Rodrigues, nageur paralympique brésilien.
- Paulo Ribenboim, mathématicien.
- Mário Schenberg, physicien.
- Walter Wanderley, organiste et pianiste.
- Hermenegildo Portocarrero, le commandant de l'invasion de Corumbá pendant la Guerre de la Triple-Alliance.

## Transports

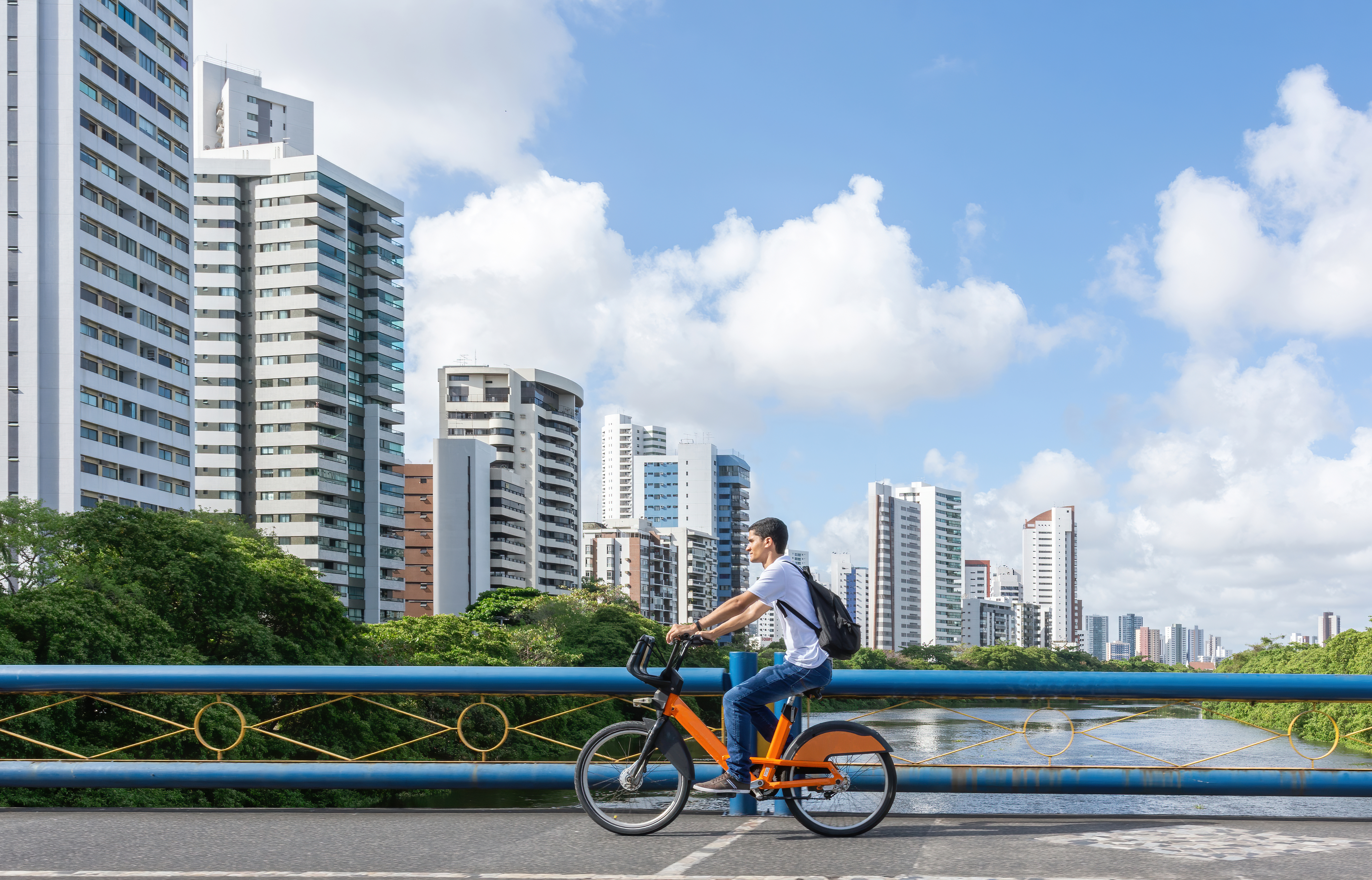
Un homme à bicyclette à Recife. Décembre 2019.

Quatre lignes de métro desservent la ville, depuis le centre vers le terminal de bus à l'est d'une part et vers l'aéroport et un grand centre commercial au sud d'autre part. Un réseau de bus couvre l'ensemble de l'agglomération.
La ville est aussi dotée d'un important port industriel.
Son aéroport est l'Aéroport international de Recife .

## Jumelage
Recife est jumelée ou coopère avec quatre villes :
- Porto, Portugal
- Nantes, France
- Amsterdam, Pays-Bas
- Guangzhou, Chine